# ميخائيل بيدرسن فريس
ميخائيل بيدرسن فريس هو سياسي دنماركي، ولد في 22 أكتوبر 1857 في أودنسه في الدنمارك، وتوفي في 24 أبريل 1944 في كوبنهاغن في الدنمارك. انتخب وزير الدفاع ‏ (5 أبريل 1920 – 5 مايو 1920) وانتخب رئيس وزراء الدنمارك (5 أبريل 1920 – 5 مايو 1920).